# Klein-Andaman
Klein-Andaman (Engels: Little Andaman, lokaal - Önge: Gaubolambe) is het op drie na grootste en het meest zuidelijke eiland van de Indiase eilandengroep de Andamanen. Het eiland ligt in de Indische Oceaan en scheidt daarin mee de Golf van Bengalen van de Andamanse Zee. Het eiland heeft een oppervlakte van 707 km² en is circa 24 km lang en 43 km breed. De kustlijn is 132 km lang. Het hoogste punt van het eiland heeft een hoogte van 183 m. Het grootste deel van het eiland heeft een dichte begroeiing met regenwoud. Verder zijn er witte zandstranden en kan men heel wat watervallen dicht tegen de kuststrook bezichtigen. In de omliggende zee leven een aantal zeldzame soorten zeeschildpadden.
Bij de Indiase census van 2011 werden 28.823 inwoners opgetekend, verspreid over zo'n 18 dorpjes. Het grootste van deze dorpen is Kwate-tu-Kwage, gelegen aan de oostkust bij Hut Bay, waar een doorgang door het koraal is die ook grotere scheepvaart toelaat. Klein-Andaman ligt zo'n 90 km ten zuiden van Port Blair, de hoofdstad van het unieterritorium Andamanen en Nicobaren.